# Stamler contro Willis
Stamler contro Willis è un celebre caso giudiziario venuto alla ribalta nella seconda metà degli anni sessanta, riguardante l'esercizio dei diritti civili negli Stati Uniti d'America.
Il caso verteva sull'attrito tra la libertà di espressione e l'ingerenza, nella sfera dei diritti, esercitata dalle attività istituzionali poste a tutela di esigenze della sicurezza e dell'interesse nazionale.
Il caso legale, iniziato nel maggio 1965, emerse per l'azione di resistenza in giudizio opposta dallo scienziato Jeremiah Stamler all'attività istituzionale che il Commissione per le attività antiamericane (House Committee on Un-American Activities, meglio noto HUAC, o HCUA) aveva indirizzato nei confronti della sua sfera personale.
Portato innanzi alla Corte Suprema degli Stati Uniti d'America, ebbe rilevanti conseguenze sulla politica statunitense, giocando, a detta di molti, un ruolo rilevante nella maturazione di quel clima di delegittimazione e discredito istituzionale nei confronti dello HUAC, che avrebbe portato, di lì a qualche anno, alla definitiva abolizione.

## Antefatti
Il protagonista della vertenza, Jeremiah Stamler (n. 1919), era nei primi anni sessanta un affermato cardiologo, impegnato in pionieristiche attività di ricerca nel campo della medicina preventiva. Proveniente da una famiglia newyorchese di ebrei russi, si era spostato a Chicago per lavorare a ricerche d'avanguardia presso i laboratori del Michael Reese Hospital, sotto la guida di Louis N. Katz, vincitore del Premio Lasker-DeBakey per la Ricerca Medica Clinica nel 1956. Nel 1962 era divenuto stretto collaboratore del celebre fisiologo Ancel Keys, promotore della ricerca Seven Countries Study sugli effetti preventivi della dieta mediterranea, e di Paul Dudley White, celebre cardiologo, decano della cardiologia statunitense e medico personale di Dwight Eisenhower.
Fin dai suoi trascorsi universitari, tra la Columbia University e il Long Island College Hospital Medical School, Stamler era stato impegnato come attivista politico nel campo della lotta per i diritti civili, in particolar modo in favore dell'emancipazione e delle libertà civili delle comunità afroamericane. Al tempo aveva stretto amicizia con l'attivista dei diritti civili Arthur Kinoy, futuro avvocato impegnato in battaglie legali in materia di diritti civili. Questa sua prolungata militanza, i contatti e i legami da lui intrattenuti con ambienti radicali, lo posero al centro dell'attenzione dello HUAC, il Commissione per le attività antiamericane.

## Il caso
Nel maggio 1965, insieme a Yolanda Hall del Partito Comunista degli Stati Uniti d'America, e a un gruppo di altri attivisti di Chicago, Stamler fu chiamato a testimoniare sub poena davanti al Commissione per le attività antiamericane (House Committee on Un-American Activities, meglio noto come HUAC) per i trascorsi avuti con movimenti radicali. In tutta risposta, Stamler propose ricorso (insieme a Yolanda Hall) alla Corte Suprema degli Stati Uniti d'America, mettendo in dubbio, alla luce del primo emendamento della costituzione americana, la legittimità costituzionale del mandato e delle procedure del comitato, in quanto tendente a esercitare un effetto di scoraggiamento, per la minaccia di conseguenze legali, sull'esercizio delle libertà civili (il cosiddetto "chilling effect" del sistema legale statunitense). Dopo che la richiesta di rinvio alla corte suprema fu rigettata dal giudice distrettuale Julius Hoffman (lo stesso magistrato del controverso caso dei Chicago Seven del 1968), Stamler fece ricorso in appello; quando ebbero inizio le audizioni del comitato, e giunse il suo turno per rendere testimonianza, egli si appellò all'iniziativa da lui intrapresa in sede giurisdizionale, ancora pendente, rifiutandosi di testimoniare fino a che il giudizio non fosse giunto a verdetto. Con questa motivazione, Stamler abbandonò clamorosamente l'audizione, ma dal suo comportamento scaturì una citazione in giudizio per il reato di Contempt of Congress (intralcio al Congresso degli Stati Uniti d'America) che nel 1967 si trasformò in una formale incriminazione.

### Il movimento di opinione
La diatriba vide la nascita di un vasto movimento sociale d'opinione che si schierò in sua difesa. Con il benestare del professor Paul Dudley White, fu fondato l'"M.D. Defense Committee" con l'incarico specifico di rastrellare fondi tra medici e professori per organizzare la difesa legale e sostenere le spese: il comitato arrivò, in breve tempo, a raccogliere la somma di 100.000 dollari statunitensi.
La mobilitazione si mosse anche in altre direzioni, con la fondazione di un comitato, di cui facevano parte celebri antropologi, come Dell Hymes, Marvin Harris e Oscar Lewis, incaricato di promuovere, tra intellettuali, professori, e religiosi, un'azione di pressione nei confronti del Congresso. Il sostegno a Stamler vide anche l'adesione dei sociologi Talcott Parsons e Seymour Martin Lipset (quest'ultimo a capo del Free Speech Movement), mentre nel collegio di difesa erano impegnati avvocati di spicco e di varia orientazione politica: oltre al già citato Arthur Kinoy, suo intimo amico, entrarono a farvi parte personalità come Albert Ernest Jenner Jr., figura molto in vista del conservatorismo repubblicano, impegnato nella difesa dei diritti civili, Thomas P. Sullivan, associato allo studio Jenner & Blocke, e Jerry Gutman, della filiale newyorchese della American Civil Liberties Union.
Nella battaglia civile furono coinvolti anche molti esponenti dei mass media incappati nella cosiddetta Hollywood blacklist. A essa si aggiunsero, inoltre, diversi protagonisti di primo piano della scena artistica statunitense e mondiale, come Alexander Calder, David Levine, Harry Gottlieb, Jules Feiffer, Larry Rivers, Louis Lozowick, Rudolf Baranik, Moses Soyer e Raphael Soyer, che offrirono loro opere perché fossero messe all'asta per sostenere la raccolta fondi.

### Lo studio di Hans Zeisel
Il giurista Hans Zeisel, docente all'Università di Chicago e autore di celebri studi statistici con il sociologo Paul Felix Lazarsfeld, elaborò per Stamler uno studio quantitativo che intendeva attaccare lo HUAC sotto un profilo meramente pragmatico, mostrandone l'inefficacia dell'azione, e addirittura la dannosità. In questo modo veniva minata alla base la stessa ragion d'essere del comitato: Zeisel, infatti, attraverso una raccolta di casistiche e dati storici, mostrò come, negli anni della sua "famigerata" storia, il comitato si fosse rivelato esiziale per i soggetti esaminati, le cui vite personali erano state letteralmente rovinate, mentre non era stato in grado di scovare e perseguire un solo caso di "attività anti-americane".
La conclusione paradossale dello studio di Zeisel era che l'unica attività antiamericana che il comitato era stato in grado di rivelare era quella compiuta dal comitato stesso con la sequela di esistenze distrutte di cittadini americani. Lo studio avrebbe avuto un notevole impatto su quello che sarebbe stato l'esito finale della vicenda e sulle conseguenze che la politica americana ne avrebbe tratto.

### Conclusione
Il caso si trascinò a lungo, e così la mobilitazione dell'opinione pubblica, con una lunga sequela di udienze, conferenze pubbliche, petizioni, conferenze stampa.
Infine, il governo americano (amministrazione di Richard Nixon) decise per il non luogo a procedere nel 1973; liberato dalle accuse e da ogni altro gravame, Jeremiah Stamler poté conservare così la sua posizione accademica e continuare la sua attività di ricerca. Dal canto suo, dopo la vittoria, Stamler acconsentì a non prolungare oltre gli strascichi di quella vertenza, rinunciando al processo civile da lui intentato per un risarcimento del danno subito a causa delle attività svolte nei suoi confronti dal Commissione per le attività antiamericane.
Due anni dopo, nel 1975, lo HUAC, che dal 1969 aveva cambiato nome in House Committee on Internal Security (HCIS), indebolito e screditato, sarebbe stato abolito dalla Camera dei rappresentanti degli Stati Uniti d'America. Molti ritengono che il caso di Stamler, e lo studio di Hans Zeisel, ebbero un ruolo determinante nel determinare questa svolta politica.